# 沢光幸夫
沢光 幸夫（さわひかり ゆきお、1941年6月18日 - ）は、北海道常呂郡佐呂間村（現・同郡佐呂間町）出身で時津風部屋に所属した大相撲力士。本名は沢向 幸夫（さわむかい ゆきお）。最高位は東小結（1964年7月場所）。大相撲の黄金時代のひとつである「柏鵬時代」の中期に、幕内力士として活躍した。現役時代の体格は173cm、105kg。得意手は右四つ、突っ張り、寄り。
本名は上記の通りだが、一時期だけ「梅村 幸夫（うめむら～）」と名乗っていた事もある。

## 来歴・人物
実家は農家。憧れの力士は、同じ北海道出身の前頭・双ッ龍であった。彼が巡業で札幌市内を訪れた際に入門を志願し許され、その所属部屋である時津風部屋に入門。1956年9月場所にて、15歳で初土俵を踏んだ。同期の初土俵には後の横綱・大鵬の他、大関・清國や前頭の大心、同・玉嵐らがいる。
初土俵の場所では前相撲のみ取り、次の場所では新序に昇格して3勝1敗と、好成績を収めた。そのため、翌年3月場所では序ノ口を飛び越して、序二段に付け出された。
幕下にいた1960年3月頃廃業を決心し、親方に内緒で部屋を飛び出し、大阪で旋盤工の仕事をしていた事があった（結局1ヵ月ほどで翻意し、東京に戻っている）。その後、1962年1月場所で新十両に昇進。1963年9月場所では十両優勝を果たし、翌11月場所、22歳で入幕した。同場所では10勝を挙げ、敢闘賞を受賞している。
強烈な突っ張り、右を差しての寄りを武器に闘志満々の相撲を見せた。
幕内4場所目となった1964年5月場所では、東前頭4枚目の地位で8勝7敗と勝ち越した。成績は平凡なものであったが、優勝した横綱・栃ノ海を破った一番が評価されて殊勲賞を受賞し、番付運にも恵まれて翌7月場所では幕内5場所目にして早くも三役（小結）昇進を果たした。しかし、2勝13敗と大きく負け越して三役経験は結局、この1場所だけに終わっている。
翌9月場所も5勝10敗と負け越し、11月場所では幕尻まで下がり初日から休場。結局、同場所を最後に、23歳5ヵ月という若さで廃業してしまった。まだ幕内の地位にあったため、彼の廃業は突然であるという見方がされている。
廃業後は、京都府内で相撲料理の店などを営んだ。
一時期、「大相撲力士名鑑」等の沢光の紹介で没年不詳と書かれたが、近年（少なくとも2010年代後半以降）の資料では消えている。本人や近況を知る関係者等から消息確認があったかは不明である。

## 主な戦績
- 通算成績：251勝210敗24休 勝率.544
- 幕内成績：39勝51敗15休 勝率.433
- 現役在位：46場所
- 幕内在位：7場所
- 三役在位：1場所（小結1場所）
- 三賞：2回
  - 殊勲賞：1回（1964年5月場所）
  - 敢闘賞：1回（1963年11月場所）
- 金星：1個（栃ノ海から）
- 各段優勝
  - 十両優勝：1回（1963年9月場所）

### 場所別成績
| | 一月場所 初場所（東京） | 三月場所 春場所（大阪） | 五月場所 夏場所（東京） | 七月場所 名古屋場所（愛知） | 九月場所 秋場所（東京） | 十一月場所 九州場所（福岡） |
| --- | ----------------------- | ----------------------- | ----------------------- | --------------------------- | ----------------------- | --------------------------- |
| 1956年 （昭和31年） | x                       | x                       | x                       | x                           | （前相撲）              | x                           |
| 1957年 （昭和32年） | 新序 3–1                | 東序二段112枚目 4–4     | 西序二段89枚目 6–2      | x                           | 東序二段33枚目 5–3      | 西三段目91枚目 3–5          |
| 1958年 （昭和33年） | 西三段目98枚目 4–4      | 西三段目89枚目 4–4      | 西三段目86枚目 7–1      | 東三段目41枚目 4–4          | 西三段目36枚目 4–4      | 西三段目33枚目 6–2          |
| 1959年 （昭和34年） | 西三段目17枚目 3–5      | 東三段目23枚目 5–3      | 西三段目8枚目 6–2       | 西幕下74枚目 5–3            | 西幕下66枚目 5–3        | 西幕下50枚目 5–3            |
| 1960年 （昭和35年） | 東幕下41枚目 0–3–5      | 西幕下52枚目 2–6        | 西幕下61枚目 7–1        | 東幕下41枚目 4–3            | 西幕下35枚目 3–4        | 東幕下38枚目 6–1            |
| 1961年 （昭和36年） | 東幕下23枚目 5–2        | 東幕下14枚目 5–2        | 西幕下8枚目 3–4         | 西幕下10枚目 4–3            | 東幕下6枚目 4–3         | 西幕下3枚目 5–2             |
| 1962年 （昭和37年） | 西十両18枚目 10–5       | 東十両8枚目 7–8         | 西十両9枚目 8–7         | 西十両5枚目 7–8             | 西十両6枚目 7–8         | 西十両7枚目 7–4–4           |
| 1963年 （昭和38年） | 西十両7枚目 7–8         | 東十両8枚目 7–8         | 西十両8枚目 8–7         | 東十両8枚目 8–7             | 西十両5枚目 優勝 12–3   | 東前頭12枚目 10–5 敢        |
| 1964年 （昭和39年） | 西前頭5枚目 5–10        | 西前頭10枚目 9–6        | 東前頭4枚目 8–7 殊★     | 東小結 2–13                 | 東前頭7枚目 5–10        | 西前頭14枚目 引退 0–0–15    |
| 各欄の数字は、「勝ち-負け-休場」を示す。 優勝 引退 休場 十両 幕下 三賞：敢=敢闘賞、殊=殊勲賞、技=技能賞 その他：★=金星 番付階級：幕内 - 十両 - 幕下 - 三段目 - 序二段 - 序ノ口 幕内序列：横綱 - 大関 - 関脇 - 小結 - 前頭（「#数字」は各位内の序列） |                         |                         |                         |                             |                         |                             |

### 幕内対戦成績
| 力士名         | 勝数 | 負数 | 力士名 | 勝数 | 負数 | 力士名 | 勝数 | 負数 | 力士名   | 勝数 | 負数 |
| -------------- | ---- | ---- | ------ | ---- | ---- | ------ | ---- | ---- | -------- | ---- | ---- |
| 浅瀬川         | 0    | 2    | 岩風   | 1    | 3    | 宇多川 | 2    | 2    | 小城ノ花 | 1    | 4    |
| 海乃山         | 3    | 2    | 開隆山 | 1    | 4    | 金乃花 | 2    | 3    | 北の冨士 | 0    | 1    |
| 清國           | 0    | 3    | 清勢川 | 1    | 0    | 琴櫻   | 0    | 1    | 佐田の山 | 0    | 2    |
| 大豪           | 1    | 1    | 大鵬   | 0    | 1    | 玉嵐   | 3    | 0    | 玉乃島   | 0    | 2    |
| 常錦           | 2    | 1    | 出羽錦 | 2    | 2    | 栃王山 | 3    | 0    | 栃ノ海   | 1    | 1    |
| 栃光           | 0    | 2    | 廣川   | 0    | 3    | 房錦   | 2    | 2    | 富士錦   | 3    | 0    |
| 二瀬川(高鐵山) | 1    | 1    | 前田川 | 1    | 2    | 明武谷 | 2    | 2    | 若秩父   | 2    | 1    |
| 若天龍         | 2    | 0    | 若鳴門 | 2    | 3    | 若ノ海 | 1    | 0    |          |      |      |

## 改名歴
- 沢向 幸夫（さわむかい ゆきお）1956年9月場所 - 1959年3月場所
- 沢光 幸夫（さわひかり - ）1959年5月場所 - 1964年7月場所
- 沢光 幸男（ - ゆきお）1964年9月場所 - 1964年11月場所